# Lithosia pallida
Lithosia pallida är en fjärilsart som beskrevs av Taco Hajo van Wisselingh 1961. Lithosia pallida ingår i släktet Lithosia och familjen björnspinnare. Inga underarter finns listade i Catalogue of Life.